# Diplodontomyia deepica
Diplodontomyia deepica är en tvåvingeart som beskrevs av Rao 1953. Diplodontomyia deepica ingår i släktet Diplodontomyia och familjen gallmyggor. Inga underarter finns listade i Catalogue of Life.